# Polesie (Czubrowice)
Polesie – przysiółek wsi Czubrowice w Polsce, położony w województwie małopolskim, w powiecie krakowskim, w gminie Jerzmanowice-Przeginia.
W latach 1975–1998 przysiółek administracyjnie należał do województwa krakowskiego.